# Chenoa

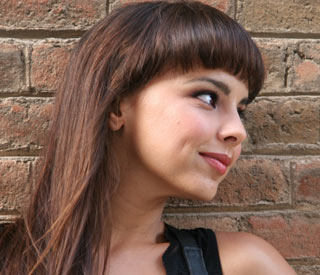
Chenoa (2008)

María Laura Corradini Falomir, Künstlername Chenoa (* 25. Juni 1975 in Mar del Plata, Argentinien, aufgewachsen auf Mallorca, Spanien) ist eine argentinisch-spanische Sängerin. Ihr Erfolg stellte sich ein, nachdem sie 2001 an der ersten Ausgabe der TV-Show Operación Triunfo teilgenommen hatte. Ihr musikalischer Stil liegt im Bereich des Pop. Die meisten ihrer Lieder singt sie auf Spanisch, manche sind auch in englischer Sprache verfasst. Sie hat in Spanien und Lateinamerika bisher rund 1.000.000 Platten verkauft.

## Diskografie

### Studioalben
| Jahr | Titel                  | Höchstplatzierung, Gesamtwochen, AuszeichnungChartsChartplatzierungen (Jahr, Titel, Platzierungen, Wochen, Auszeichnungen, Anmerkungen) | Anmerkungen                              |
| Jahr | Titel                  | ES | Anmerkungen                              |
| ---- | ---------------------- | --- | ---------------------------------------- |
| 2003 | Soy mujer              | ES1 ×2Doppelplatin · (45 Wo.)ES | Erstveröffentlichung: 21. November 2003  |
| 2005 | Nada es igual          | ES6 Platin · (20 Wo.)ES | Erstveröffentlichung: 19. September 2005 |
| 2007 | Absurda cenicienta     | ES2 Gold · (26 Wo.)ES |                                          |
| 2009 | Desafiando la gravedad | ES3 (9 Wo.)ES | Erstveröffentlichung: 6. Oktober 2009    |
| 2013 | Otra dirección         | ES5 (12 Wo.)ES | Erstveröffentlichung: 17. September 2013 |
| 2016 | #SoyHumana             | ES3 (14 Wo.)ES | Erstveröffentlichung: 1. April 2016      |

grau schraffiert: keine Chartdaten aus diesem Jahr verfügbar
Weitere Studioalben
- 2002: Chenoa (ES: ×4Vierfachplatin )
- 2014: Right Direction (englischsprachige Version von Otra dirección)
- 2016: #soyhumana

### Kompilationen
- 2005: Mis Canciones Favoritas (ES: Gold)

### Singles
| Jahr | Titel Album                       | Höchstplatzierung, Gesamtwochen, AuszeichnungChartsChartplatzierungen (Jahr, Titel, Album, Platzierungen, Wochen, Auszeichnungen, Anmerkungen) | Anmerkungen       |
| Jahr | Titel Album                       | ES | Anmerkungen       |
| ---- | --------------------------------- | --- | ----------------- |
| 2003 | En tu cruz me clavaste Soy mujer  | ES4 (8 Wo.)ES |                   |
| 2004 | Dame Soy mujer                    | ES7 (6 Wo.)ES |                   |
| 2005 | Rutinas Nada es igual             | ES1 (6 Wo.)ES |                   |
| 2009 | Duele Desafiando la gravedad      | ES14 (11 Wo.)ES |                   |
| 2011 | Como un fantasma                  | ES14 (6 Wo.)ES |                   |
| 2013 | Quinta dimensión Otra dirección   | ES44 (2 Wo.)ES |                   |
| 2013 | Ya no quiero verte Otra dirección | ES42 (1 Wo.)ES |                   |
| 2015 | Que yo no quiero problemas –      | ES4 Platin · (51 Wo.)ES | mit David DeMaria |

Weitere Singles
- 2021: El chisme (mit Carlos Baute, ES: Gold)

### Videoalben
- 2006: Contigo Donde Estes (ES: Gold)